# 4207 Чернова
4207 Чернова (4207 Chernova) — астероїд головного поясу, відкритий 5 вересня 1986 року.
Тіссеранів параметр щодо Юпітера — 3,226.